# Décès en 1269
Décès
- 1265
- 1266
- 1267
- 1268
- 1269
- 1270
- 1271
- 1272
- 1273

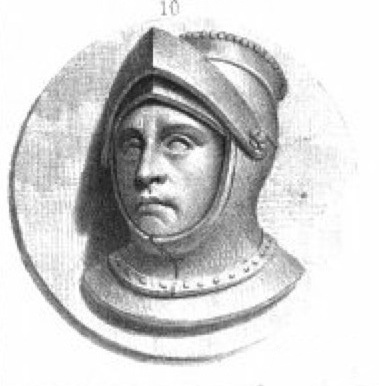
Guigues VII de Viennois, mort en 1269.

Cette page dresse une liste de personnalités mortes au cours de l'année 1269 :
- 27 février : Guy, évêque de Bayeux.
- peu avant le 5 mars : Henry de Hastings, noble anglais.
- 24 mars : Nicolas de Brie, évêque de Troyes.
- avril : Geoffroy de Sergines, maréchal du royaume de Jérusalem.
- 17 juin : Provenzano Salvani, ancien chef siennois du XIIIe siècle, vainqueur à la bataille de Montaperti (1260) contre les Florentins.
- 22 août : Henri II de Sully, seigneur La Chapelle, d'Aix-d'Angillon, d'Argent et de Clémont, à Tagliacozzo, Italie.
- 1er octobre: Giordano Pironti, cardinal-diacre de Ss. Cosma e Damiano.
- 27 octobre/27 décembre : Ulrich III de Carinthie, duc de Carinthie.

- Al-Shushtari, ou Abu-al-Hasan Ali ben Abdallah al-Nuymari as-Shushtari, poète soufi andalou.
- Raoul de Chevry, évêque d’Évreux.
- Guillaume de Beaumont-Gâtinais, seigneur de Beaumont-du-Gâtinais et de Villemomble et comte de Caserte.
- Renaud Ier de Thouars, 24e vicomte de Thouars.
- Guigues VII de Viennois, dauphin de Viennois, comte d'Albon, de Grenoble, d'Oisans, de Briançon, d'Embrun et de Gap.
- Gruffydd Maelor II, ou Gruffydd de Bromfield, roi de Powys du Nord.
- Liu Kezhuang, poète et critique littéraire chinois de la dynastie Song.
- Sordel, troubadour lombard.
- Stefan Vladislav, roi de Serbie.
- Svarnas, prince de Galicie en 1264 et Grand-duc de Lituanie.

## Crédit d'auteurs
- Cet article est partiellement ou en totalité issu de l'article intitulé « 1269 » (voir la liste des auteurs).